# Măcărești (okręg Jassy)
Măcărești – wieś w Rumunii, w okręgu Jassy, w gminie Prisăcani. W 2011 roku liczyła 633 mieszkańców.